# Earthworm Jim
Earthworm Jim es un videojuego de plataformas cuyo protagonista es una Lombriz llamada Jim que, enfundado en un traje cibernético y armado con una pistola, se dedica a recorrer el universo en busca de la princesa "Cuál es su nombre". Earthworm Jim fue creado por Doug TenNapel y diseñado por David Perry. De su desarrollo se encargaron las compañías Shiny Entertainment y Playmates Interactive Entertainment. Fue lanzado para la Mega Drive en el año 1994, y posteriormente fue lanzado para otras videoconsolas y para PC. Earthworm Jim es un juego que se caracteriza por su fluidez, con un estilo similar a la de los dibujos animados.

## Desarrollo

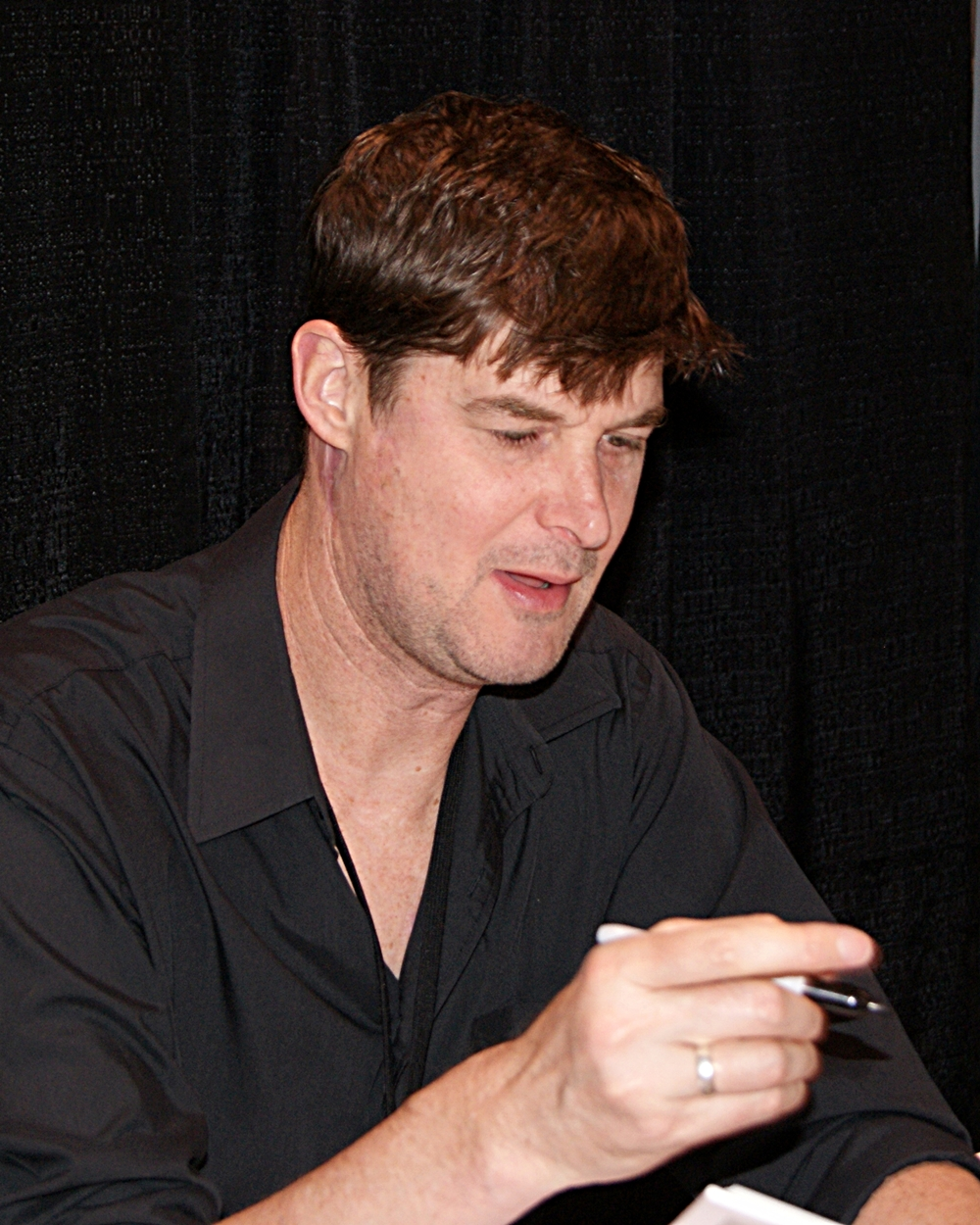
Doug TenNapel, creador de Earthworm Jim.

Playmates Toys, era una empresa de juguetes que alcanzó un gran éxito con la venta de figuras de Las Tortugas Ninja. Viendo el éxito de esta franquicia, decidieron crear una propia. Inspirados por el éxito de los juegos de Sonic, decidieron que querían iniciar su franquicia con un videojuego (algo poco común en la época) del cual poder crear diferentes productos. Playmates llegó a un acuerdo con el programador Dave Perry y así nació Shiny Entertainment.
A partir de este momento, el diseño del juego comenzó con un simple esbozo de una lombriz de tierra que Doug TenNapel presentó a Shiny Entertainment. Impresionado, David Perry y el resto de la compañía, compró los derechos de Earthworm Jim y comenzó a desarrollar el juego. TenNapel trabajaría en el diseño del juego, aportaría ideas para los niveles y daría voz al personaje de Jim. Perry y los otros programadores se dedicaron a la creación del resto de personajes y de la mecánica de juego. Earthworm Jim se creó como una sátira de los videojuegos de plataformas del momento.

## Jugabilidad
Earthworm Jim es un juego de plataformas en dos dimensiones. El jugador controla a Jim moviéndole a través del nivel, evitando obstáculos y enemigos. El jugador cuenta con una pistola para hacer frente a los enemigos, o bien utilizar su cabeza como un látigo. Este látigo (que es el propio gusano) también permite agarrarse a ganchos y alcanzar zonas de la pantalla inaccesibles a pie. Algunos niveles tienen requisitos adicionales más allá de llegar a la final del nivel. Por ejemplo, en el nivel "For Pete's Sake", hay que llevar a un perro (Peter Puppy) hasta su hogar evitando que se caiga en los abismos o que sea capturado por los enemigos. De no hacerlo así, Peter se transforma en un monstruo capaz de dañar a Jim.
La mayoría de niveles suelen terminar con una batalla contra un jefe. Entre nivel y nivel, hay una pantalla de carreras recurrente llamada "Andy Asteroids". A diferencia del resto de la partida, la cámara se coloca en un punto de vista detrás de Jim. El jugador debe manejar a este montado en un cohete e intentar ganar a Psycrow. La carrera se desarrolla a través de un tubo espacial lleno de asteroides donde se pueden recoger diversos artículos (como protecciones, propulsores y burbujas para lograr vidas extras). Si el jugador gana la carrera, el siguiente nivel se inicia instantáneamente. Si el jugador pierde, tendrá que enfrentarse a Psy-Crow y vencerle para acceder al siguiente nivel.

## Historia
La malvada, hinchada, purulenta, sudorosa, llena de pus y mal formada reina Slug for a Butt, ordena al profesor Cabeza de Mono la creación de un traje que la permita ser tan bella como lo es su hermana "Cuál es su nombre". Sin embargo, el traje es robado y accidentalmente cae en el planeta Tierra encima de un gusano de tierra llamado Jim. Dentro del traje, el gusano sufre una metamorfosis y se transforma en un superhéroe capaz de derrotar a los, hasta ahora, sus mayores enemigos los cuervos.
Este traje está siendo buscado por Psy-Crow, un cazarrecompensas enviado por la reina Slug. Este descubre el lugar donde ha caído el traje y llama a la Reina para informarla que está a punto de recuperarlo. Oculto tras un árbol, Jim se entera del propósito de la Reina respecto al traje y de la inusual belleza de la princesa "Cuál es su nombre". Ansiando conocerla, Jim se monta en su cohete y comienza la búsqueda de la princesa antes de que Psy-Crow pueda encontrale.

### Personajes
- Earthworm Jim: Earthworm Jim era una lombriz de jardín común que continuamente debe huir de los cuervos que quieren comérselo. Sin embargo, su vida cambia cuando un "indestructible súper traje espacial de ultra tecnología" cae del cielo encima de Jim. Dentro del traje, el gusano sufre una metamorfosis y se transforma en un superhéroe. Desde ese momento se dedica a recorrer el espacio en busca de la princesa "Cuál es su nombre".[5]
- Psy-Crow: Psy-Crow es un cazarrecompensas intergaláctico cuya misión es eliminar a Jim y recuperar el traje espacial propiedad de la reina Slug for a Butt con el cual logrará ser más bella que su hermana, la princesa "Cuál es su nombre".[5]
- Princesa "Cuál es su Nombre": La princesa "Cuál es su nombre" es la hermana gemela de la Reina Slug for a Butt, aunque físicamente tiene poco que ver con ella. A pesar de su belleza, es considerada fea según los estándares de su planeta.[5]
- Slug for a Butt: Es la reina del planeta Inséctica y de un grupo de astros y lunas más pequeños que lo rodean. Como reina, su labor consiste en la puesta de huevos para la reproducción de su especie y su expansión por todo el universo. Slug tiene una hermana gemela, la princesa "Cuál es su nombre" que fue obligada a vivir en el exilio debido a las ansias de poder de la reina.[5]
- Chuck: Es un hombre obeso dueño de una gran chatarrería que siempre va acompañado por su perro guardián Fifi. Es sus dominios, pocos intrusos salen con vida.[5]
- Evil the Cat: Nacido sin corazón, es el gobernante eterno del planeta Heck y la pura personificación del mal. Es inmortal y aunque no puede ser destruido, sí puede ser derrotado temporalmente.[5]
- Bob the Goldfish: Es un pez asesino gobernante de un palacio submarino conformado por multitud de tubos, túneles y plataformas submarinas. Cuenta con una serie de gatos que utiliza como guardaespaldas. Sueña con conquistar el universo.[5]
- Major Mucus: En la lejana Galaxia de las Flemas, Mayor Mucus rije el destino de sus habitantes. Uno de sus pasatiempos favoritos es capturar extranjeros que pasan cerca del planeta y colgarlos sobre pozos hasta que la cuerda se rompe.[5]
- Profesor cabeza de mono: Es uno de los científicos más inteligentes del universo. Como a la mayoría de sus compañeros de profesión, lo que más le gusta es la creación de dispositivos extraños y la realización de experimentos muy poco ortodoxos. En un intento de aumentar su ya sobrada inteligencia, decidió injertarse un mono en la cabeza, aunque lamentablemente esto no aumentó su inteligencia. El profesor fue el creador del traje cibernético de Jim.[5]
- Peter Puppy: Es un pequeño e inocente perro que tiene un problema: cada vez que se le hace daño, se transforma es un monstruo salvaje capaz de destruir todo lo que haya a su alrededor. Peter fue encontrado por Jim cuando aterrizó en el planeta natal del perro. Con su cohete dañado, Jim necesitaba de su ayuda para repararlo y continuar su viaje. A pesar del peligro, Jim conduce a Peter a su casa y logra escapar del inhóspito planeta.[5]
- Doc Duodeno: Doc Duodeno solía ser parte de un alienígena, pero cansado de su vida mundana, tomó vida propia y abandonó a su propietario. En la actualidad reside en un planeta que es básicamente un tracto intestinal gigantesco construido a partir de su propia visión de la perfección. Su único propósito en la vida es digerir cosas.[5]

### Niveles
- New Junk City: El primer nivel se desarrolla en la tierra, en una enorme chatarrería llena de desperdicios, basura y montañas de neumáticos. Jim tendrá que hacer frente a cuervos, perros rabiosos, máquinas asesinas y al gordo de Chuck en plena digestión de pescado.
- What the Heck?: Es un mundo infernal con océanos de lava, fuego, columnas de humo, afiladas tierras retorcidas y música de elevador. Evil the Cat es el dueño del lugar, pero para llegar a él Jim tendrá que hacerse frente a demonios, muñecos de nieve, abogados corporativos y hombres de negocios.
- Big Bruty: Un mundo desértico en ruinas de madera donde un insaciable enemigo perseguirá a Jim para devorarlo. Este Nivel fue exclusivo para la entrega de Earthworm Jim: Special Edition, lanzada para Mega-CD.
- Down the Tubes: Bajo los océanos existe un enorme espacio formado por tubos y máquinas propulsoras, dominios de Bob. Uno de los niveles más complicados del juego.
- Snot a Problem: Jim y Mayor Mucus se tiran por un barranco atados por una cuerda. Ambos tendrán que estamparse contra las paredes hasta que la cuerda de uno se rompa y caiga a las fauces del monstruo que vive en las profundidades.
- Level 5: Es el laboratorio del profesor Cabeza de Mono, donde podrás jugar contra algunos de sus últimos y más bizarros experimentos.
- Who turned off the lights? (Nivel Secreto): Dentro del Level 5, existe una pantalla secreta que se desarrolla completamente a oscuras.
- For Pete’s Sake!: A latigazos, Jim tendrá que conducir a Peter Puppy hasta su hogar evitando ser alcanzado por las fauces de algún enemigo. Junto a Down the Tubes, uno de los niveles más complicados del juego y con la posibilidad (al final) de llevar a Peter hasta una segunda residencia.
- Intestinal Distress: Nivel que se desarrolla en un planeta de aspecto intestinal, dominios de Doc. Este Nivel es exclusivo de la versión del primer juego para Mega Drive.
- Buttville: Es la morada de la reina Slug for a Butt.

## Versiones

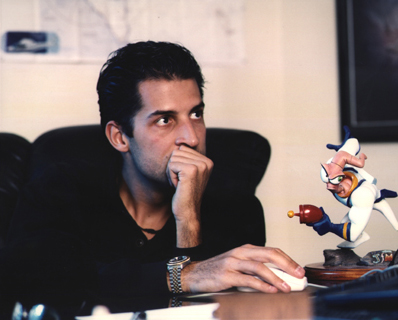
David Perry con una miniatura de Earthworm Jim.

### Original
La versión original fue lanzada para Mega Drive en el año 1994. Unos meses después, fue lanzada una versión semejante para Super Nintendo. Esta versión sin embargo alteró los gráficos, con fondos alternativos y los efectos especiales, pero carecía muchos efectos de sonido y de uno de los niveles de la versión de Mega Drive (titulado "Intestinal Distress!"). El juego también fue lanzado para MS-DOS sin incluir tampoco el nivel excluido en la Super Nintendo.

### Edición Especial
Una versión especial del juego fue lanzado para Mega-CD y Windows 95. Se basaba en la versión Mega Drive, conteniendo todos los niveles, con alguno de ellos ampliados y con un totalmente nuevo llamado "Big Bruty". Estas versiones contienen finales alternativos dependiendo del nivel que se juegue (fácil o difícil).
Otra edición especial del juego fue lanzado exclusivamente a través del canal de Sega, donde se realizó un concurso llamado The Great Race Earthworm Jim. Esta versión incluía un cuarto secreto al que solo 200 jugadores pudieron acceder. A los ganadores se les proporcionó una contraseña y un número de teléfono gratuito. Aquellos que llamaron ganaron premios especiales.

### Versiones a escala reducida
Eurocom lanzó una versión comprimida y reducida para Game Boy. Es una versión carente de color, con poco detalle gráfico, tanto por el procesador como por el tamaño pequeño de la pantalla. La falta de botones lo que hacía difícil de controlar. Esta versión también fue lanzada para Game Gear, que incluía gráficos en color, pero que sufría de todos los demás problemas de la versión de Game Boy. También se lanzó en Master System, pero solo en Brasil.
Años más tarde, la versión de Super Nintendo sería lanzada para Game Boy Advance, por parte de Majesco. A pesar de la potencia extra de la portátil, esta versión carecía de calidad, con mala animación, falta de detalles y niveles desaparecidos. Fue muy criticado.

### Reediciones Digitales
El juego fue relanzado en formato digital en una serie de plataformas a finales del decenio de 2000. La versión original de Mega Drive fue lanzada a través del servicio Wii's Virtual Console, el 3 de octubre de 2008 en Europa y el 27 de octubre de 2008 en Norteamérica.
Gameloft también relanzó el juego digitalmente para una serie de plataformas móviles. Fue presentado como descarga para Nintendo DSi, aunque también se puede descargar en la consola Nintendo 3DS. La única novedad era un minijuego extra en la que el jugador debe usar la cámara del sistema e intentar imitar las mismas caras Jim hace en pantalla. Gameloft lanzó también una versión iPhone del juego, que contó con una revisión de los gráficos, de la banda sonora remezclada y controles de pantalla táctil.

### Versión en alta definición (HD)
Earthworm Jim HD, fue lanzado para Xbox Live Arcade y PlayStation Network en el año 2010, por parte de Gameloft. Se incluyó un multijugador con niveles especiales basados en los ya existentes. La versión extendida del nivel "New Junk City" de la edición especial está incluida, pero no así los niveles de "Big Bruty" y el "Who Turned out the Lights?".

## Recepción
El juego fue recibido de forma muy positiva. Fue galardonado con el premio a mejor juego de Génesis del año 1994 por Electronic Gaming Monthly. La Famicom Tsūshin puntuó el juego con un 30 sobre 40. Earthworm Jim ocupa el puesto 114 de 200 de los mejores juegos de Nintendo según la lista de los 200 mejores juegos de Nintendo Power. El juego se destacó por su animación fluida, con un estilo de dibujo a mano inusual para las versiones de 16 bits. En relación con el atractivo general del juego, una revisión de GameZone declaró "En la época de las plataformas, fue el rey del género. Earthworm Jim hizo presencia como el "niño fresco en el bloque", apelando a muchos grupos demográficos. Earthworm Jim fue un éxito financiero y crítico para Interplay y Shiny Entertainment".
Sin embargo, los remakes del juego recibió críticas mixtas. IGN y GameSpot sintieron que el estilo surrealista y la animación había resistido el paso del tiempo, pero consideraron que algunos aspectos de juego y los controles aparecían como anticuados en comparación con los juegos de plataformas modernos. Del mismo modo, la versión iPhone del juego fue criticada debido a sus controles descuidados y, sobre todo, por su manejo táctil exclusivo.

## Legado
Debido al gran éxito del juego, se creó una secuela en el año 1995: Earthworm Jim 2. Fue lanzado de la misma forma que el original: primero en la Génesis para luego pasar a otros sistemas. En general también fue bien recibido. Posteriormente se crearon dos nuevos juegos: Earthworm Jim 3D para Nintendo 64 y PC (Además de una versión para PSOne; pero Cancelada debido al fracaso del juego antes mencionado); y Earthworm Jim: Menace 2 the Galaxy para Game Boy Color. Ambos fueron producidos en 1999. Sin embargo, se desarrollaron sin la participación de Shiny Entertainment y recibieron comentarios bastante negativos.
Atari planeó en 2007 el lanzamiento de una nueva versión mejorada para PSP, sin embargo fue cancelado en última instancia.
Igualmente, el juego original inspiró multitud de productos comerciales, una serie de televisión, figuras de acción y cómics que abunda hasta nuestros días.

## Posible pre-secuela
Comenzaron los rumores a acerca de un posible reboot de la serie, aunque Netflix ni Amazon Videos no han declarado en estos comentarios a respecto.